# Chiesa di San Maurizio (Hattingen)

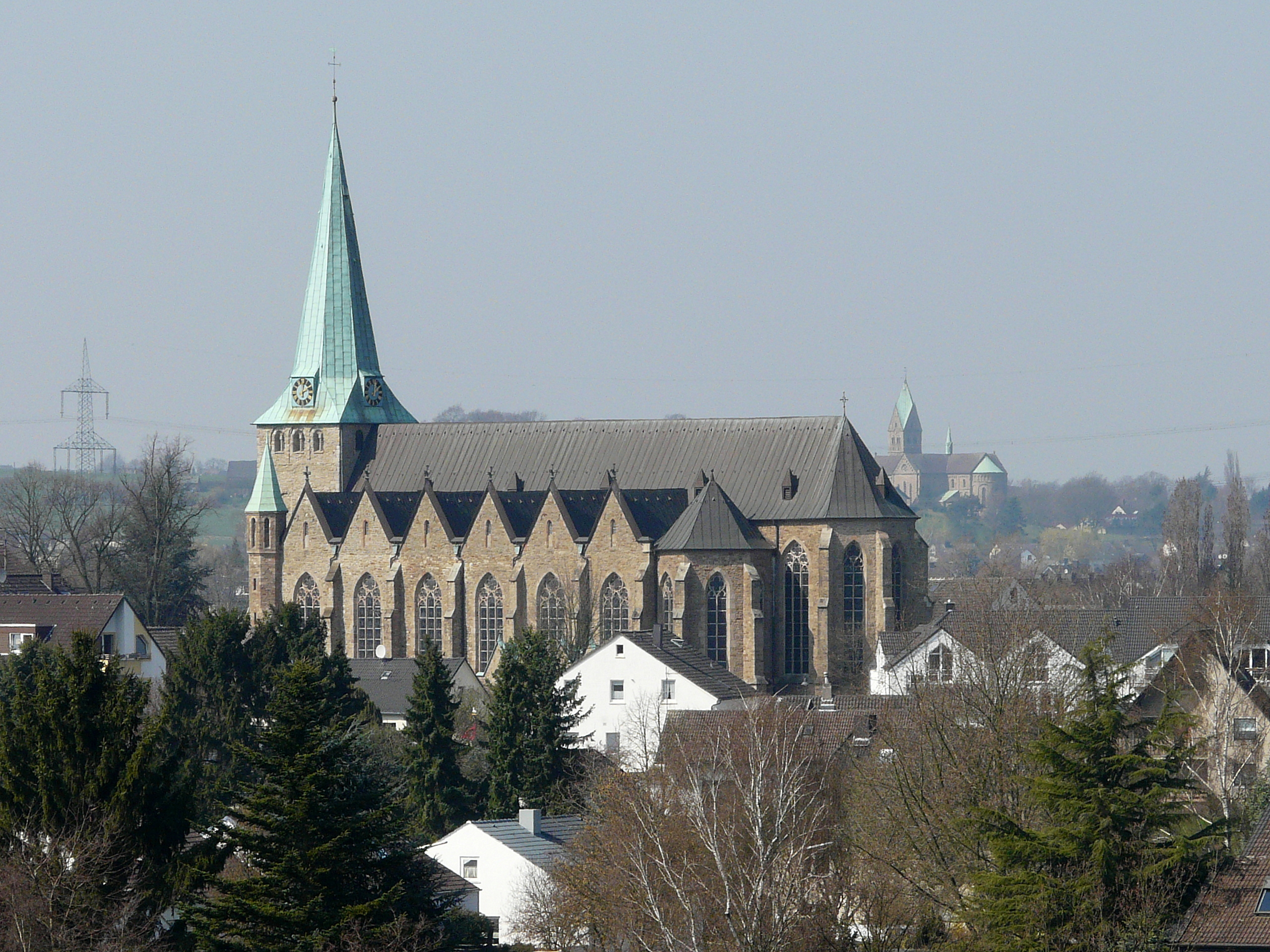
St.Mauritius Hattingen- Niederwenigern

La chiesa di San Maurizio è una chiesa neogotica a tre navate situata a Niederwenigern, un quartiere di Hattingen in Vestfalia (Germania). La chiesa appartiene alla comunità cattolica di San Maurizio Hattingen-Niederwenigern e fa parte della grande parrocchia di San Pietro e Paolo nella diocesi di Essen dal 2007.
Nel 1147 fu documentata la sua esistenza come possedimento dell'abbazia di Deutz. La torre e il fonte battesimale in stile romanico antico sono stati conservati nella loro forma originale.
Dal 17 gennaio 1983 l'edificio è stato registrato nella lista dei monumenti di Hattingen. Il beato Nikolaus Groß in questa chiesa ha ricevuto i sacramenti del battesimo, della prima comunione, della cresima e del matrimonio, in suo onore sono stati eretti, vicini alla chiesa, un monumento e un museo.

## Storia
L'esistenza della chiesa di San Maurizio di Niederwenigern è stata confermata per la prima volta nel 1147 in un documento appartenente a papa Eugenio III. Alcune reliquie di San Maurizio vennero portate dal monastero di Deutz in questa chiesa e per questo è divenuto il santo patrono del comune, la cui commemorazione si festeggia il 22 settembre di ogni anno.
In passato la parrocchia comprendeva gran parte della Ruhrhalbinsel, Hinsbeck (oggi Kupferdreh), Altendorf (oggi Burgaltendorf), Byfang (ora parte di Kupferdreh), Dumberg (ora parte di Niederwenigern), oltre che Linden e Dahlhausen che sono oggi a Bochum. A causa dell'aumento del numero di parrocchiani nel XIX secolo, corrispondente all'industrializzazione della zona e all'inizio degli scavi delle miniere, il comune, con l'appoggio del parroco Theodor Menke decise di costruire una chiesa più grande che sarebbe sorta nello stesso posto di quella precedente. Il successore di Theodor, Ludwig Struck, appoggiò il progetto e Friedrich von Schmidt progettò la chiesa in stile neogotico e nel 1858 si posò la prima pietra. 
Il 4 luglio 1861 il vescovo di Paderborn Konrad Martin consacrò la chiesa.
Nel XX secolo, sotto il parroco Eberhard Stute, la torre romanica, l'interno e l'organo vennero restaurati.

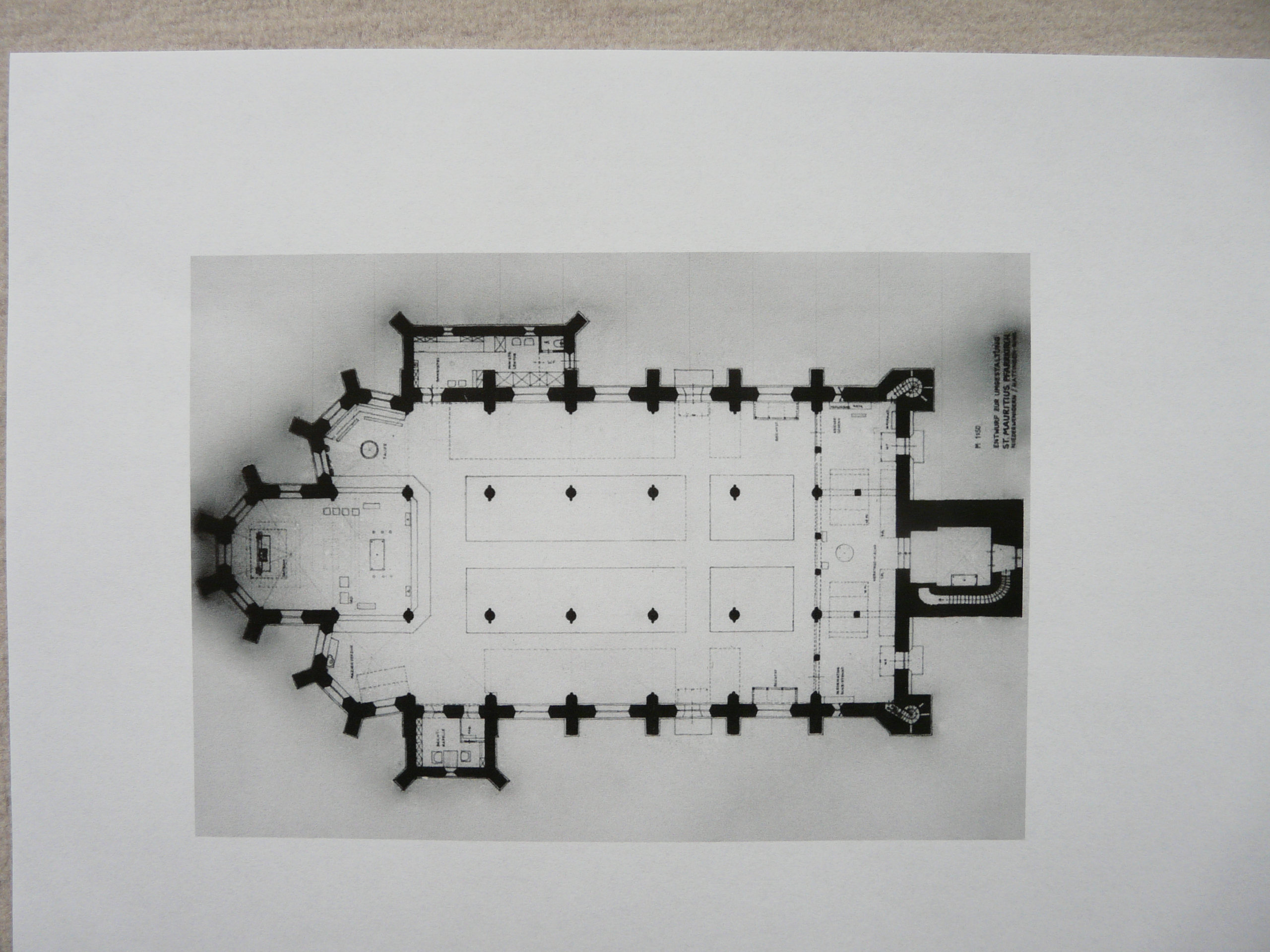
Pianta

## Architettura
La chiesa ha una lunghezza totale di 55,5 metri compresa la torre, la navata singola misura 48 metri. La larghezza della navata compresa la sacrestia e il locale per le caldaie è di 31 metri, senza allegati misura 23,96. L'altezza della navata (la Prima linea) 21.89 metri. La torre principale ha una larghezza di 8,04 metri ed una lunghezza media di 7,60 metri è alta 43.16 metri, dal colmo del tetto misura 21.25 metri. L'altezza delle torri angolari a destra e a sinistra è 20,70 metri.

### Torre
La torre in stile tardoromanico del XII secolo è la parte più antica della chiesa. Le piccole fessure nelle pareti e la possente muratura rappresentano il carattere difensivo per cui era stata costruita originariamente. Nel XIX secolo, la torre è stata alzata di un piano.

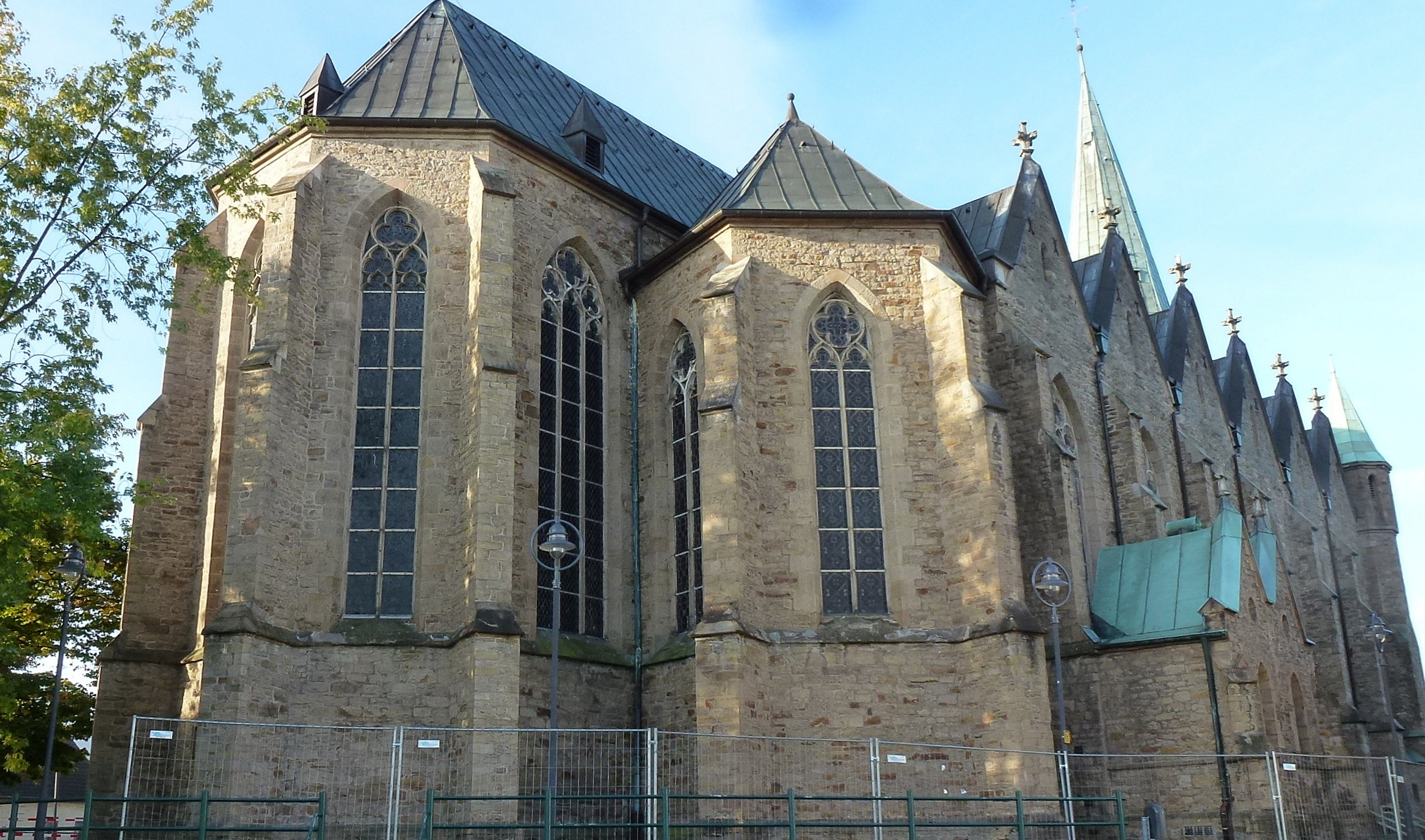
Coro

### Navata e Coro
La navata con il coro rimpiazzano completamente ciò che era la chiesa romanica e sono state costruite con arenaria della Ruhr. Il soffitto è composto da sei volte a croce che sembrano abbracciare un giogo nel mezzo della chiesa. Le navate terminano con piccole torri angolari.

### Interno

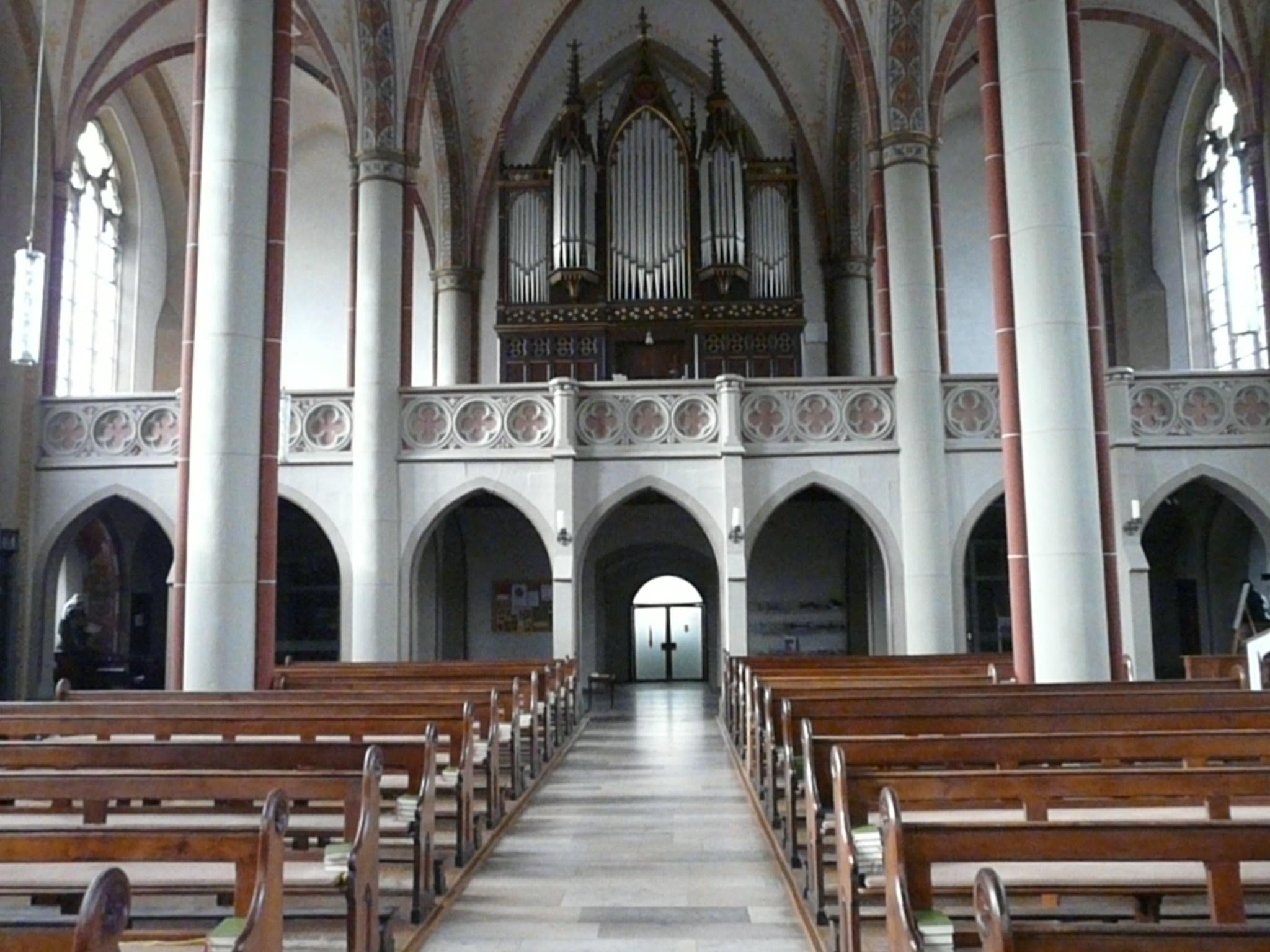
Interno

Le pesanti doppie porte di legno sul lato ovest della torre costituiscono l'ingresso della chiesa, questo porta inizialmente ad una stanza di forma quadrata con una volta a crociera e con delle pareti spesse quasi 2 metri che ospitano nelle nicchie ai lati reliquie della croce di Santa Monica, di sant'Agostino e san Bonifacio.
Sul lato destro del reliquiario sono conservati i resti di San Maurizio dietro a massicci cancelli di ferro.
L'interno è poi suddiviso da due arcate doppie rispetto alla lunghezza, e in larghezza è divisa in tre navate, le due minori laterali e la centrale che finisce nel presbiterio. Le navate laterali si aprono in cori laterali triangolari e le finestre sono costituiti da archi acuti.

### Altare celebrativo
L'altare celebrativo è situato nel punto in cui si intersecano l'asse trasversale dei cori laterali con l'asse longitudinale della navata. L'altare poggia su due capitelli romanici che provengono dalla chiesa precedente. L'altare presenta alcuni intagli simbolici. Le foglie di palma e le spirali simboleggiano l'immortalità, la vita eterna, o anche il martirio.

### Altare maggiore
L'altare maggiore in stile neogotico è stato progettato da Friedrich von Schmidt. Corrisponde allo stile tardogotico. Il frontale è formato da due medaglioni con raffigurazioni inerenti all'Ultima Cena, il terzo medaglione è stato perso. Al centro sono presenti quattro colonne con la base di terracotta, disposte simmetricamente e raffiguranti i 4 evangelisti, ognuno col proprio simbolo. A lato dell'altare sono presenti due torrette gotiche. È presente anche il San Domenico con colomba e libro e Santa Chiara con ostensorio. Al centro dell'altare si trova una struttura a torre simile allo stile tardogotico.

### Organo

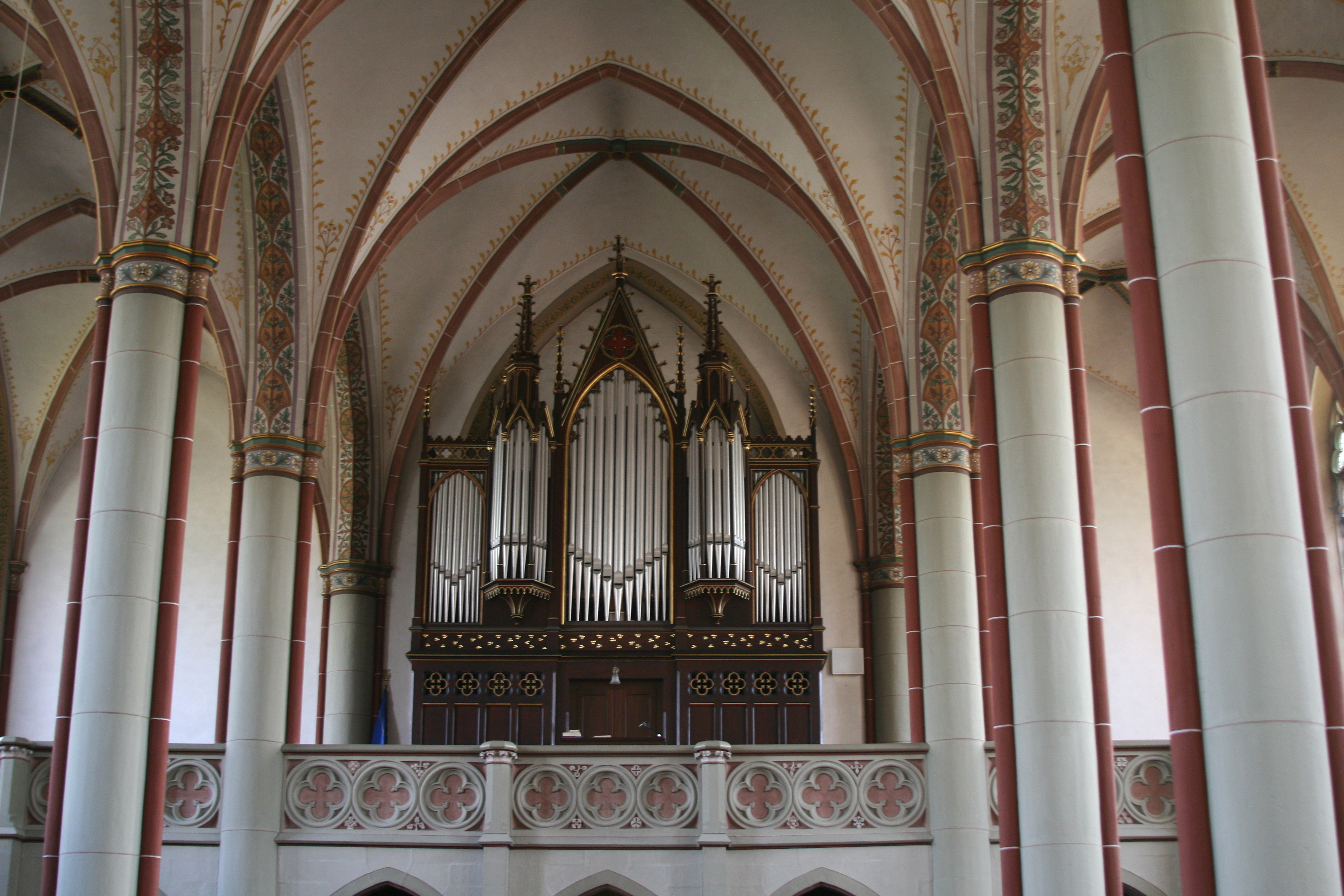
Organo

Nel 1878 viene costruito il primo grande organo, ma ad oggi è rimasta soltanto la cassa dell'organo in stile neogotico. La cassa è stata ristrutturata alla fonderia di Aquisgrana nel 1913 e ancora oggi è la più grande e la seconda più antica nella diocesi di Essen.

### Fonte battesimale
Nel coro a sud è presente un fonte battesimale in stile tardoromanico. È stato costruito intorno al 1200 e non è stato modificato strutturalmente dopo la ricostruzione della chiesa. Lo stile richiama, come la chiesa antecedente, le tipiche linee di Colonia. La vasca poggia su otto piccole colonne formando un ottagono, terminanti in un capitello composto da viti e foglie di acanto. Il fonte è alto 0,97 metri ed ha un diametro di 1,05 metri. Nel mezzo del fonte è presente una conca per l'acqua battesimale ed è chiusa con una cupola rimovibile. Sopra il fonte aleggia una colomba rappresentante lo Spirito Santo.

## Vetrate

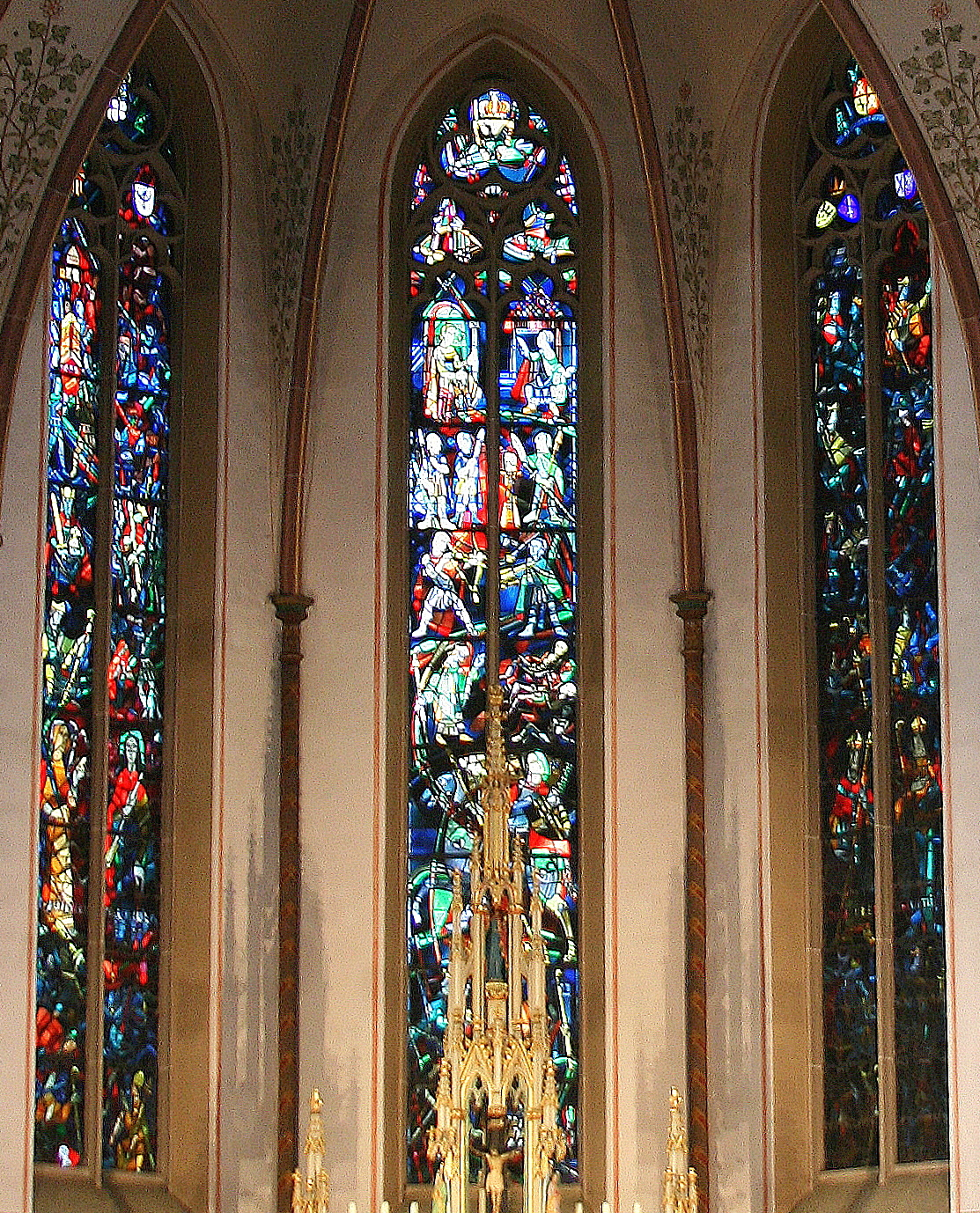
Vetrata

Le tre vetrate del coro sono decorate con rappresentazioni figurative moderne, risalenti agli anni 1956 - 1959.
Sono state progettate da Wilhelm de Graaf.
La finestra centrale racconta la storia del santo patrono. La corona imperiale sul traforo superiore è un'indicazione che l'imperatore Ottone I e dei suoi successori avevano scelto la cattedrale come patrono del Reich. L'aquila è un segno del potere romano. Tra il cavallo possiamo individuare il numero 291, che rappresenta l'anno in cui è avvenuto il martirio del figlio di Giustina.
Il lato sinistro della vetrata raffigura la vita di Giustina, madre del Santo Martire.
Il lato destro raffigura la storia di Sant'Orsola. Secondo una leggenda del X secolo era una principessa inglese.

### Ambone

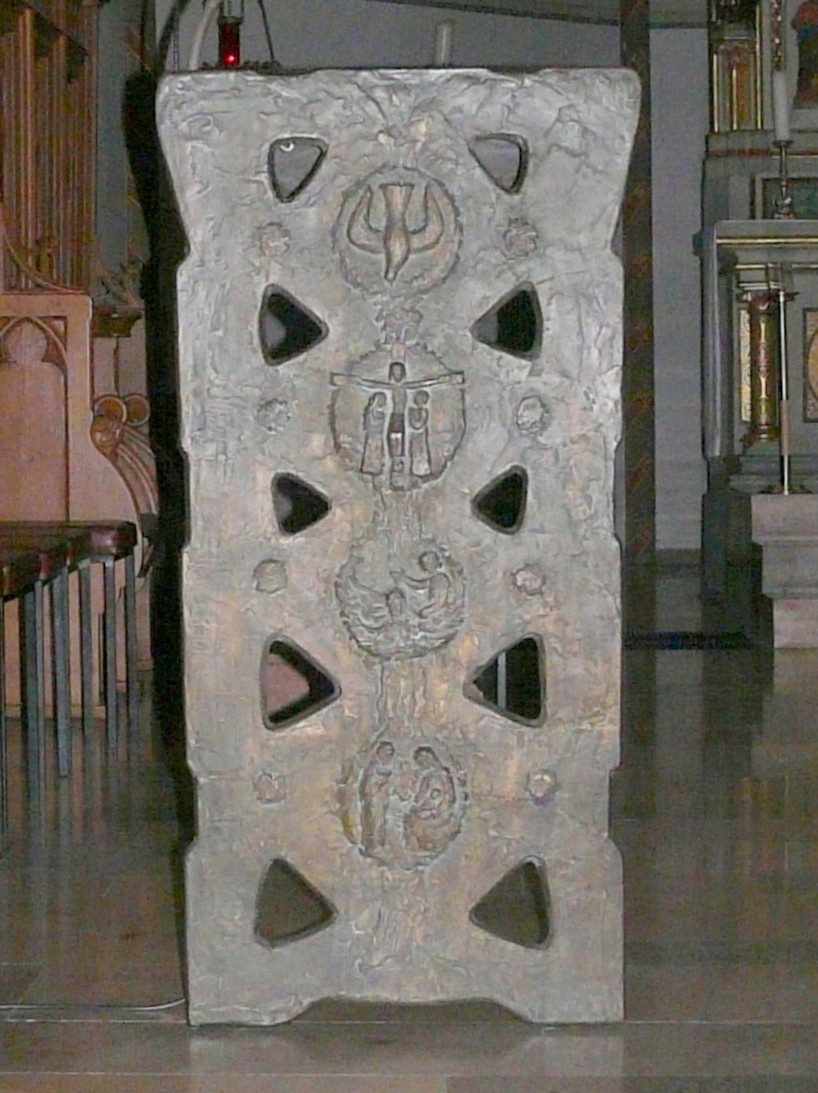
Ambone

L'ambone in bronzo progettato nel 1975 da Willi Dirx funge da leggio. Sul tronco centrale si trovano quattro medaglioni che simboleggiano la Natività, il Battesimo di Gesù nel Giordano, la crocifissione di Gesù e lo Spirito Santo in forma di colomba.

## Ristrutturazione del 1970
Durante la ristrutturazione della chiesa avvenuta nel 1970, sono stati rimossi tutti gli altari laterali e il pulpito. Sul pulpito rovinato erano presenti pannelli di legno con archi ogivali gotici. Su di essi erano ritratti i quattro grandi dottori della Chiesa occidentale: San Girolamo, Sant'Agostino, San Gregorio Magno e Sant'Ambrogio. Questi pannelli di legno sono ancora visibili nel coro di sinistra.
Si trova anche una statua della Vergine, che tiene nella mano sinistra il bambino e nella mano destra un rosario. Rimangono anche due immagini di rame su sfondo dorato.
Sotto al pergamo sono raffigurati Sant'Antonio da Padova e una Mater Dolorosa.

## Campane
Nella torre tardoromanica di San Maurizio ci sono attualmente 6 campane.
| Nr | Nome        | Anno | Costruttore                             | Diametro (mm) | Peso (kg)   | Materiale | Intonazione | Iscrizione |
| -- | ----------- | ---- | --------------------------------------- | ------------- | ----------- | --------- | ----------- | --- |
| 1  | Christkönig | 1930 | Albert Junker senior u. Bernard, Brilon | 1660          | 1237        | Bronzo    | Do          | CHRISTO REGI IMMORTALI SIT HONOR ET GLORIA 1930 |
| 2  | Mauritius   | 1954 | Albert Junker junior, Brilon            | 1340          | 648         | Ghisa     | Re#         | SIT CAMPANA TIBI RESONANS AD CYMBALA CHRISTI.IN HONOREM ST. MAURITII PATRONI NOSTRI BENEDICTA 1954                                                          |
| 3  | Maria       | 1705 | Bernard Wilhelm, Stule                  | 1050          | 614         | Bronzo    | Mi          | ANNO M.D.CC V FUSA DEFUNCTOS PLANGO VOCO VIVOS FULGURA FRANGO IN HONOREM B.V.MARIAE BENEDICTA SIT MEA VOX VITAE SIC VOCAT ILLE SONUS JESUS - MARIA - JOSEPH |
| 4  | Joseph      | 1954 | Albert Junker junior, Brilon            | 1000          | Sconosciuto | Ghisa     | Fa#         | ST.JOSEPHO EXEMPLARI OPIFICUM ET FAMILIARUM COLUMNI BENEDICTA 1954                                                                                          |
| 5  | Justina     | 1536 | Johann von Ouerraide                    | 650           | Sconosciuto | Bronzo    | Sol#        | JUSTINA HEIHSE ICH, THO DEM DIENST ROP ICH,DEN DODEN BESCHRIEN ICH, JOHANN VAN COLLEN GOHS MICH - 1536                                                      |
| 6  | S. Anna     | 1500 | Sconosciuto                             | 590           | Sconosciuto | Bronzo    | Si          | SANCTA ANNA YS MYN NAME MYN GELUET SY GODE BEQUAME A° M° D°                                                                                                 |

Le campane Mauritius e Joseph sono state prodotte originariamente nel 1705, per poi essere restaurate nel 1918 presso un'armeria. Nel 1941 sono state poi fuse e colate nuovamente.
Le canzoni prodotte dalle campane sono:
- Campane 3-6: Freu dich, du Himmelskönigin
- Campane 2-5: Deinem Heiland, deinem Lehrer
- Campane 3-5: Maria breit den Mantel aus
- Campane 3-6: Gloria-Motiv

## Galleria d'immagini

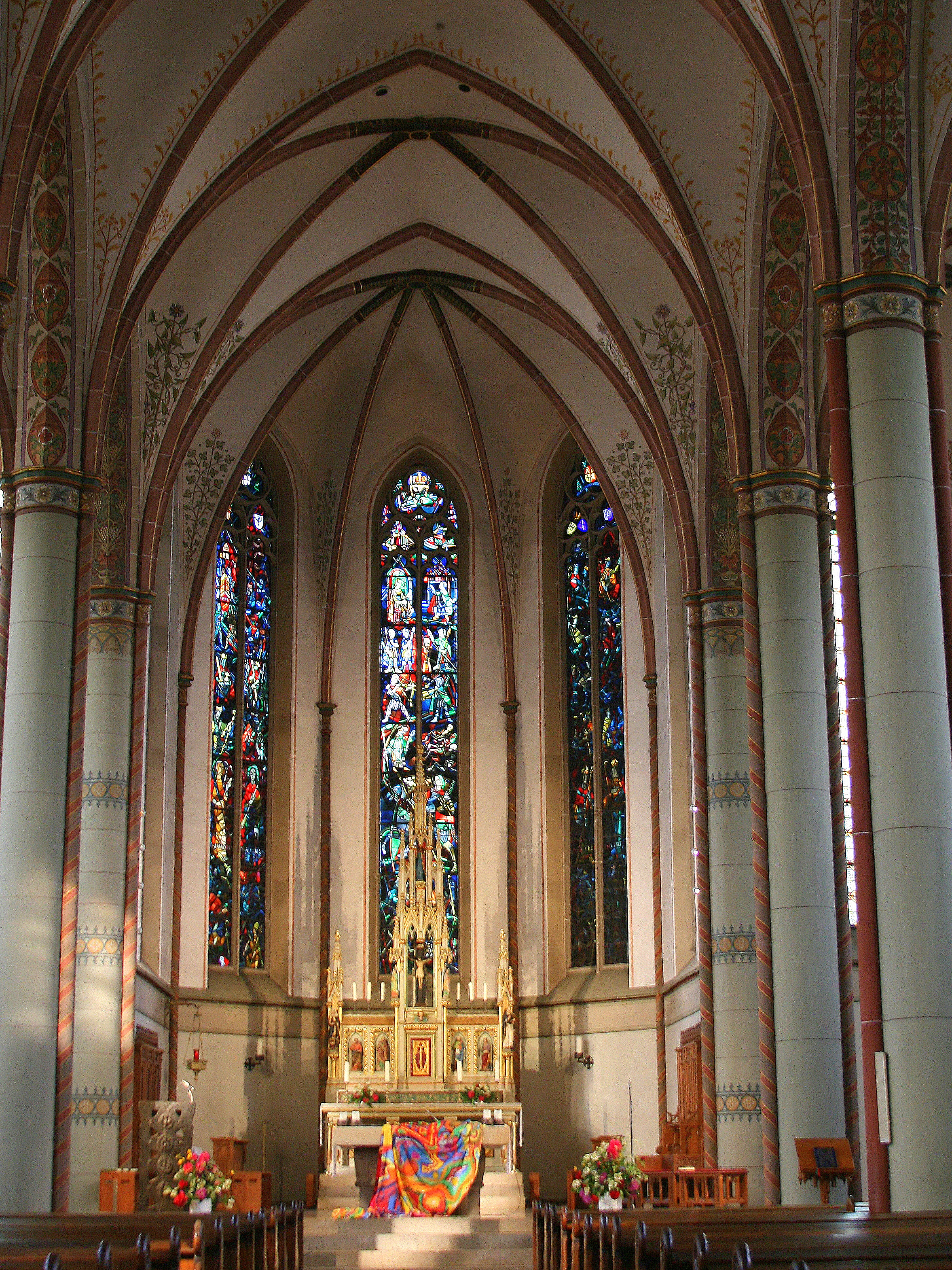
Coro
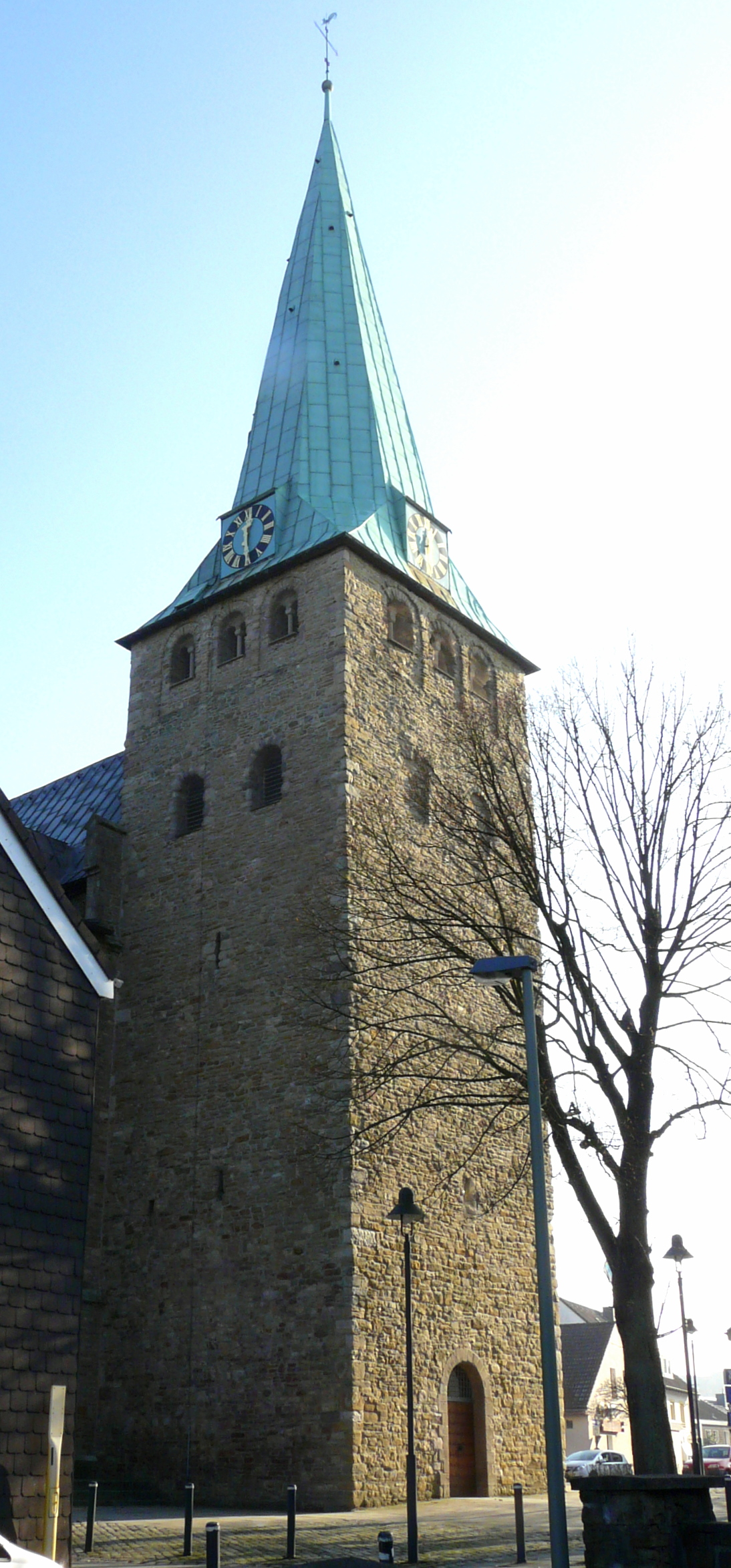
Torre romanica ovest di San Maurizio
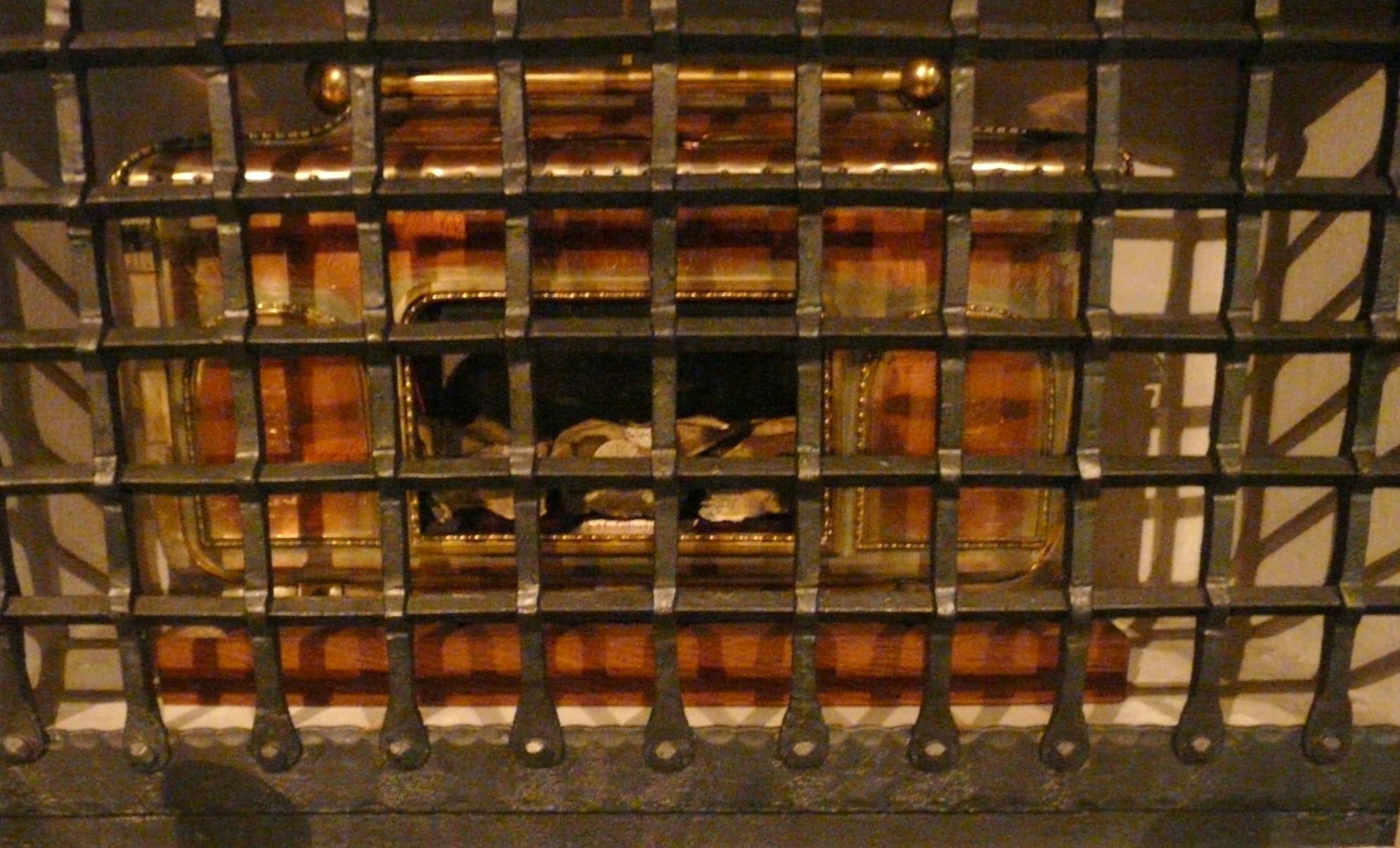
Reliquiario di San Maurizio
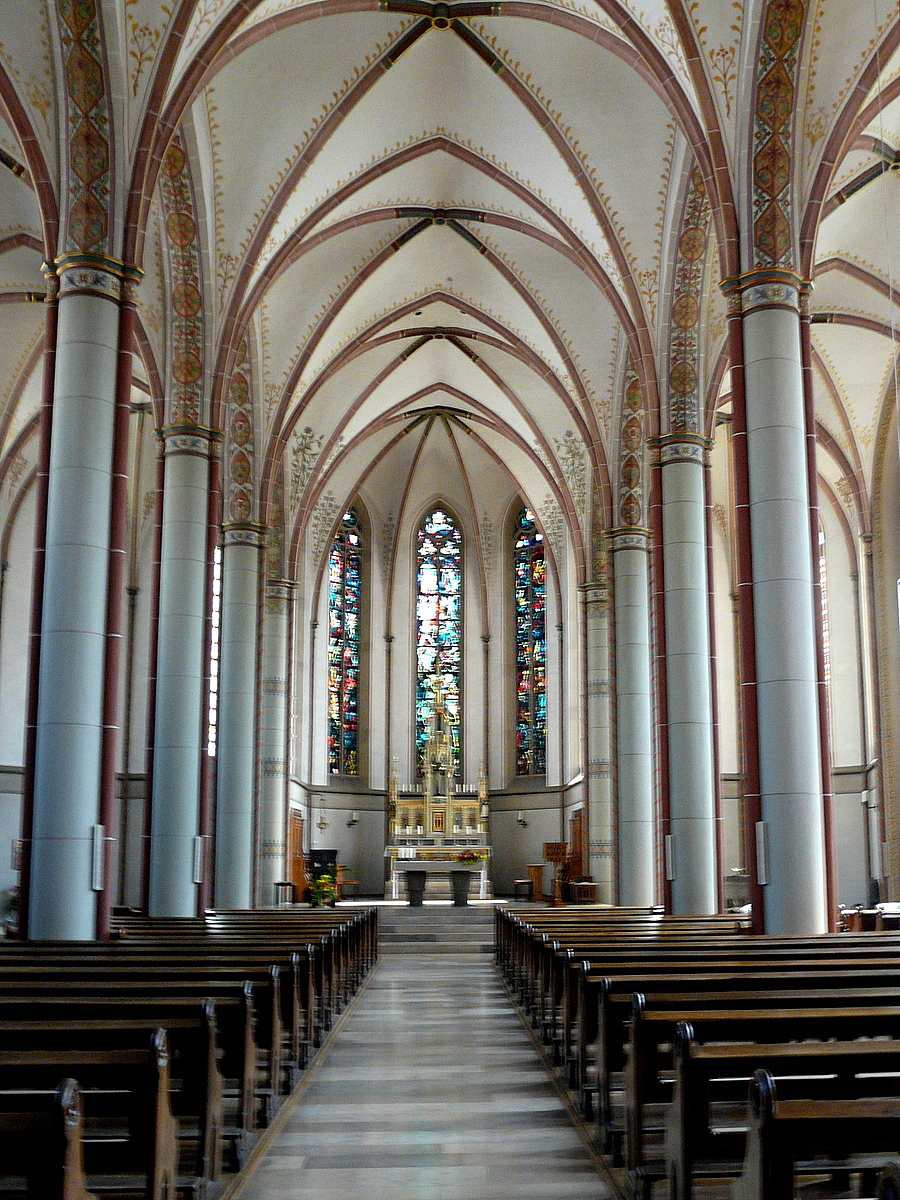
Navata interna
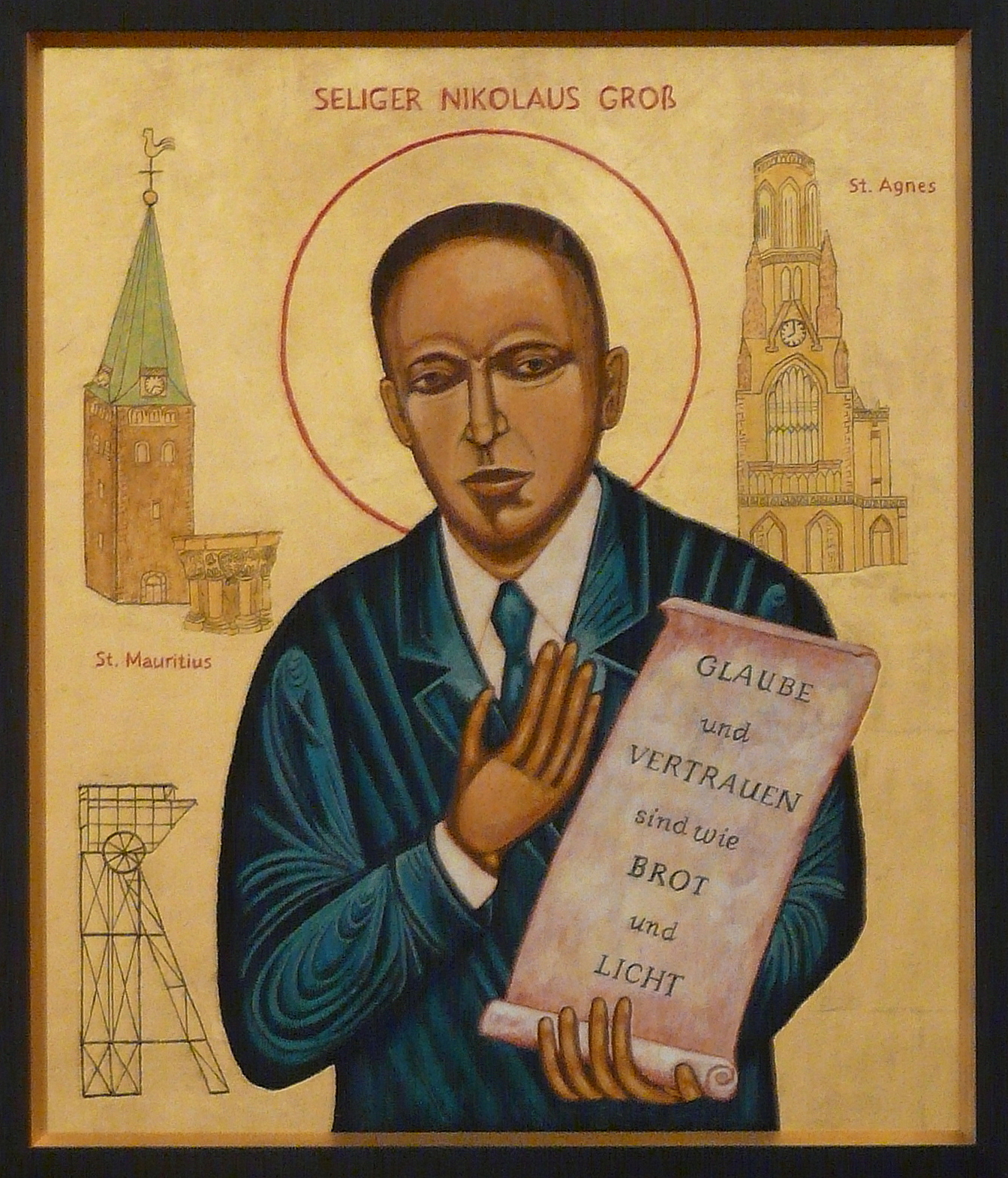
Nikolaus Groß
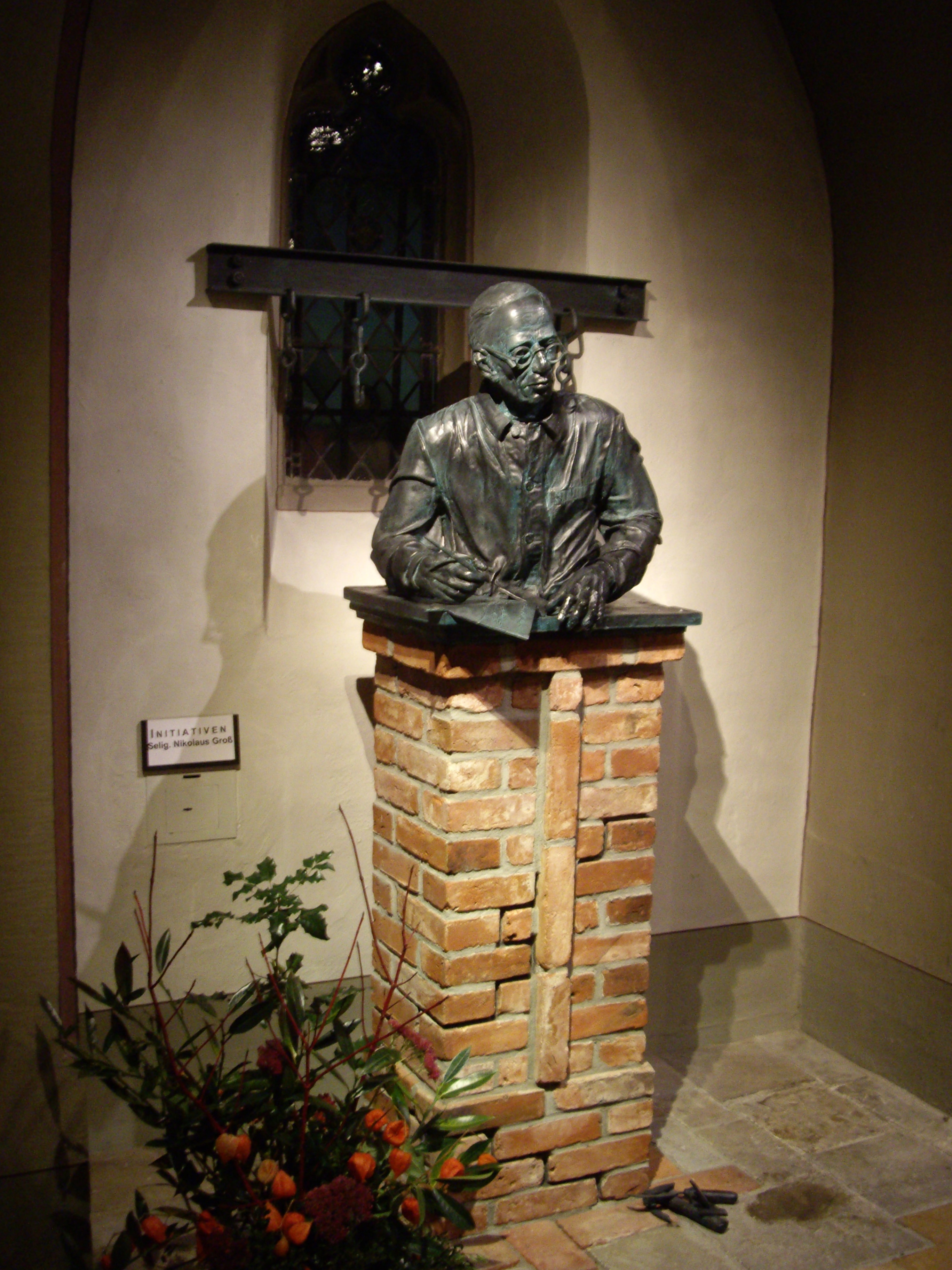
Memoriale di Nikolaus Groß
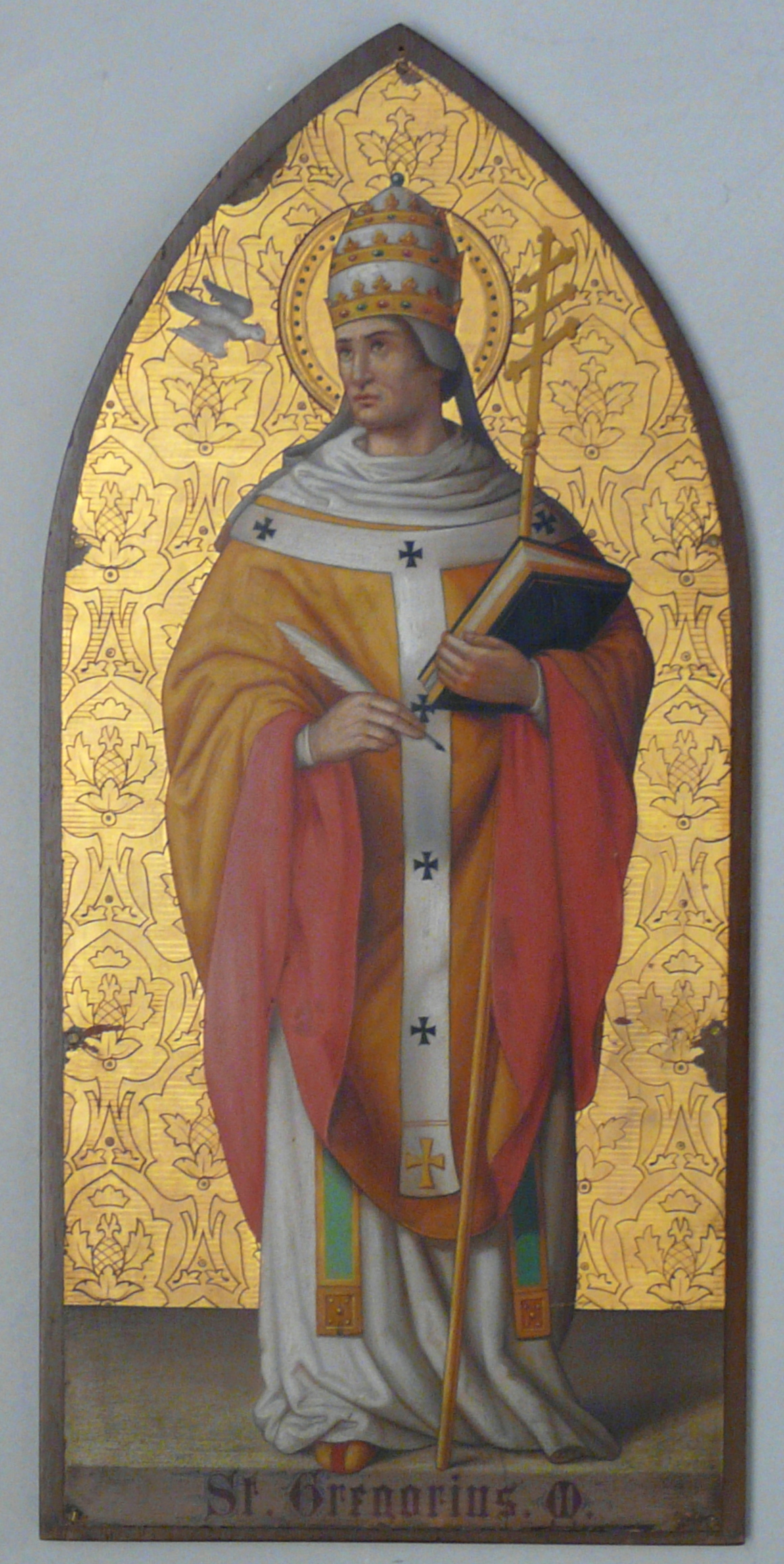
San Gregorio (Dottore della Chiesa)
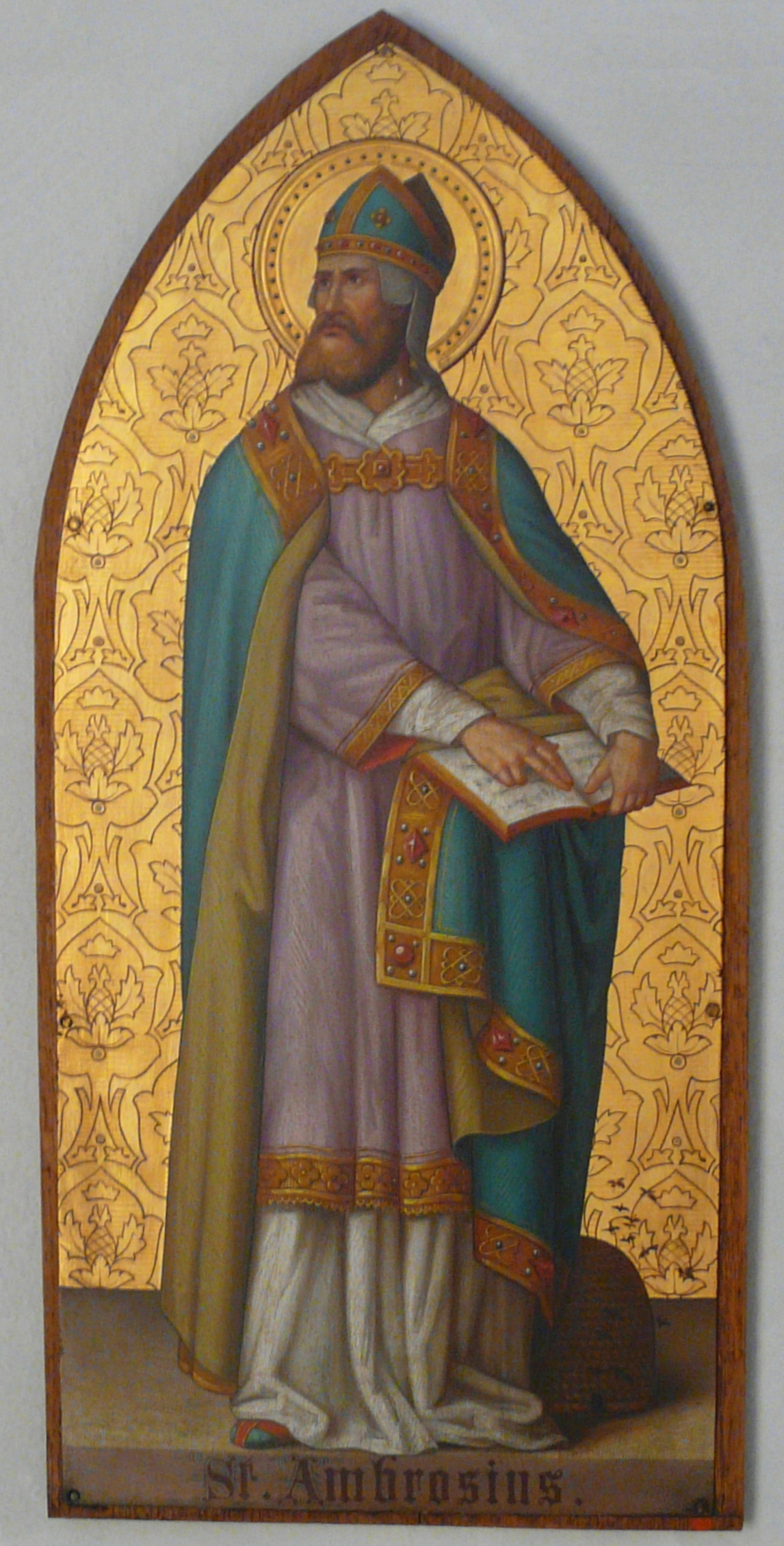
Sant'Ambrogio (Dottore della Chiesa)
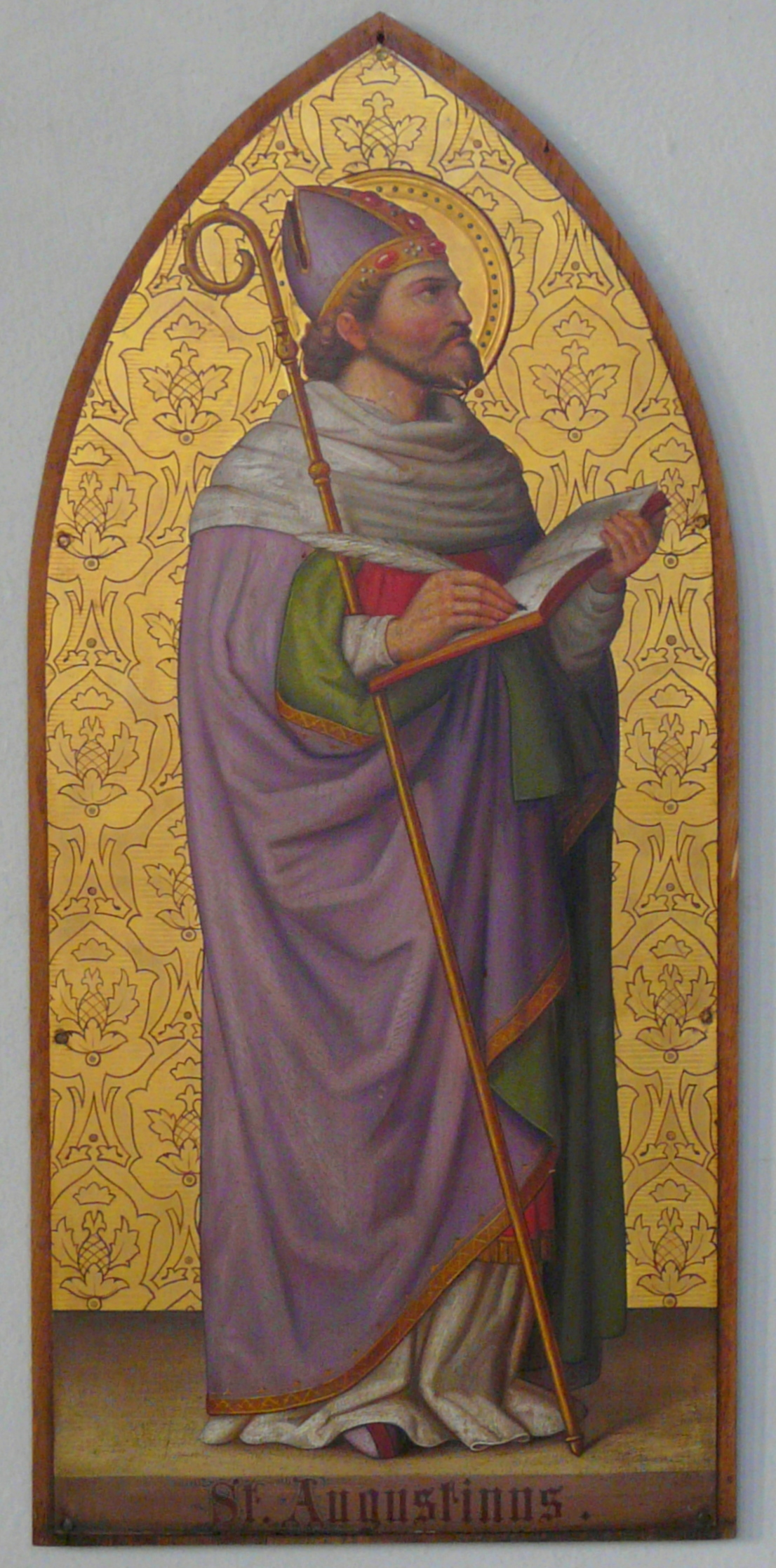
Sant'Agostino (Dottore della Chiesa)
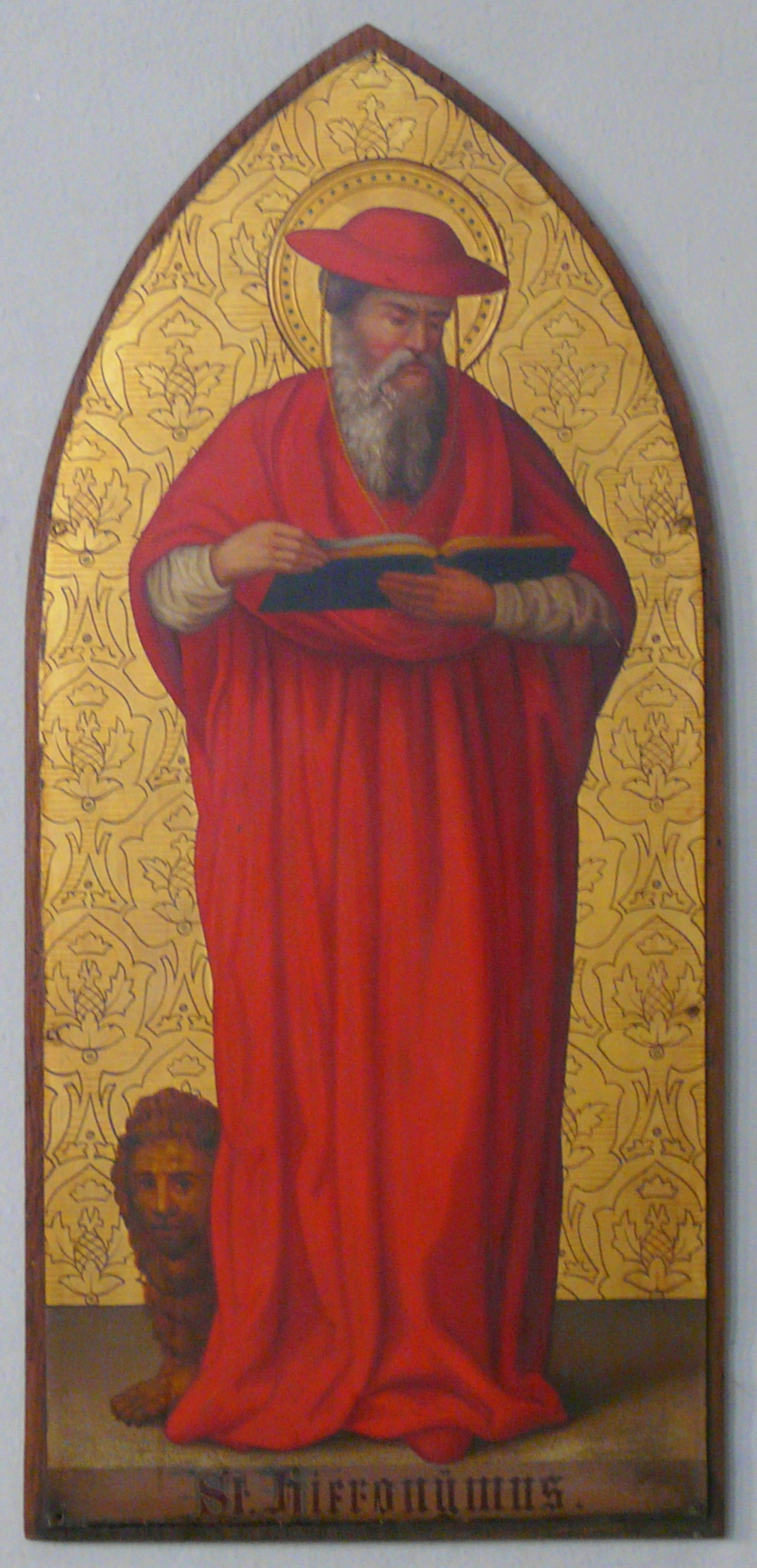
San Girolamo (Dottore della Chiesa)
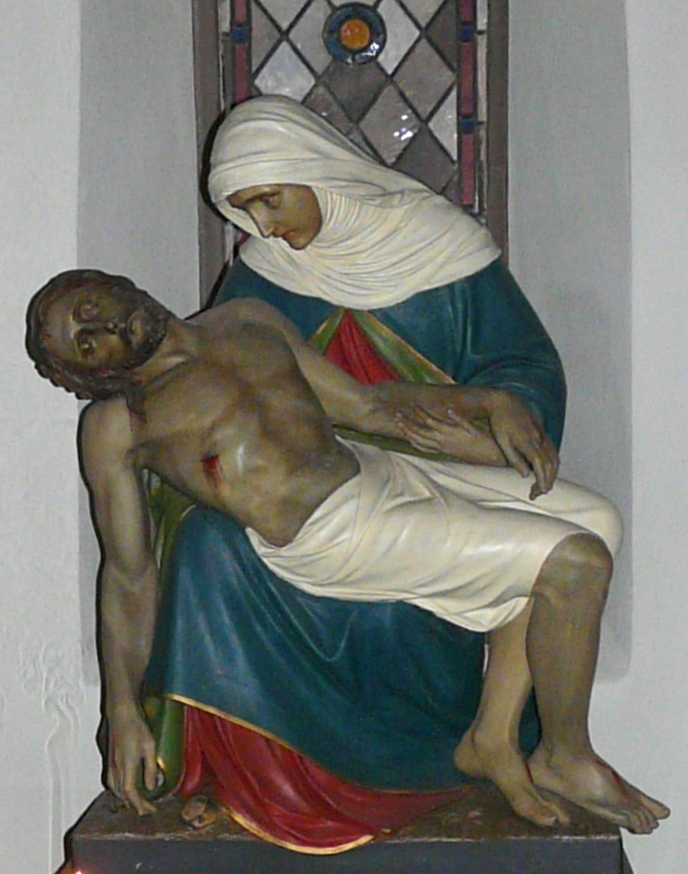
Mater dolorosa
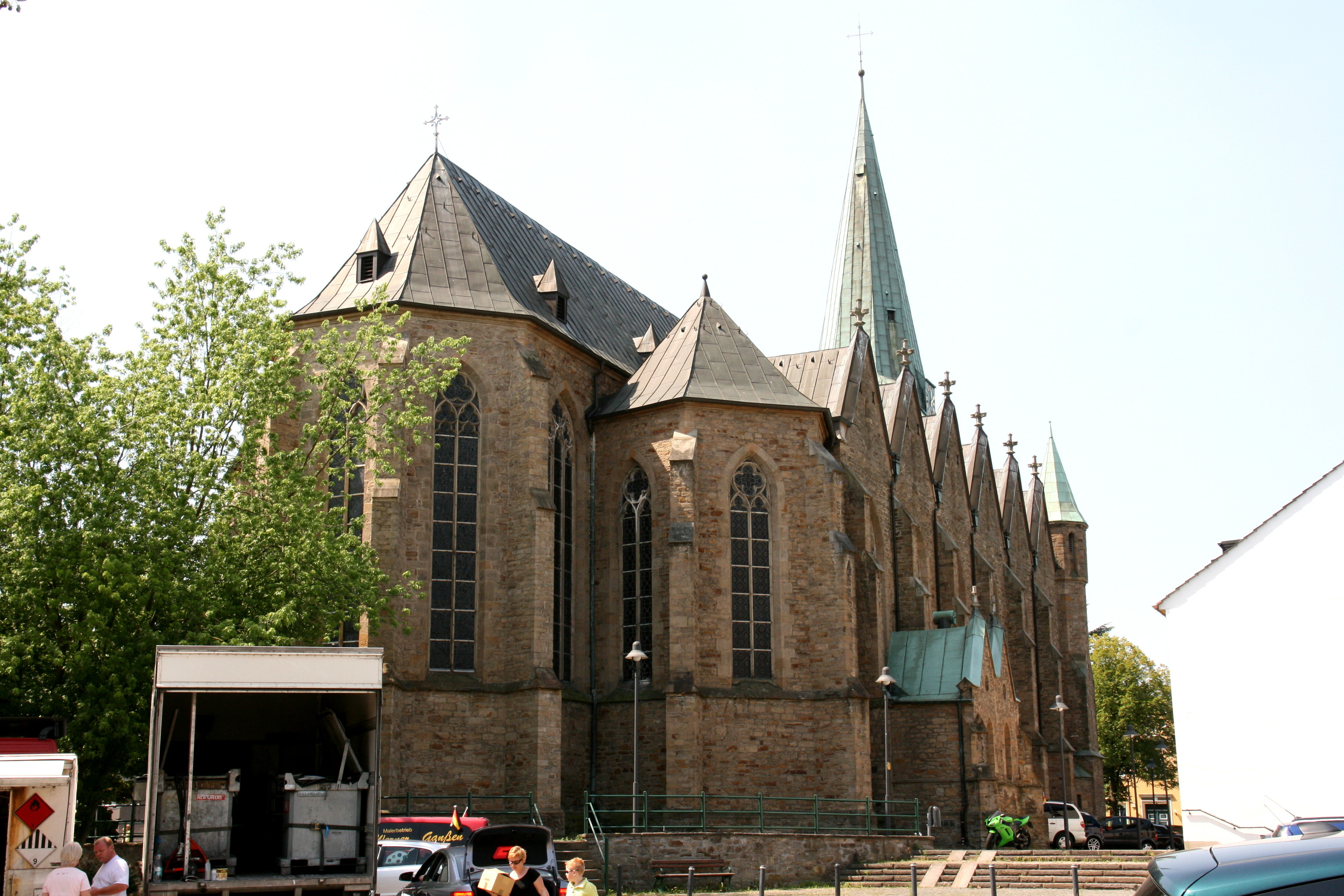
Chiesa di San Maurizio
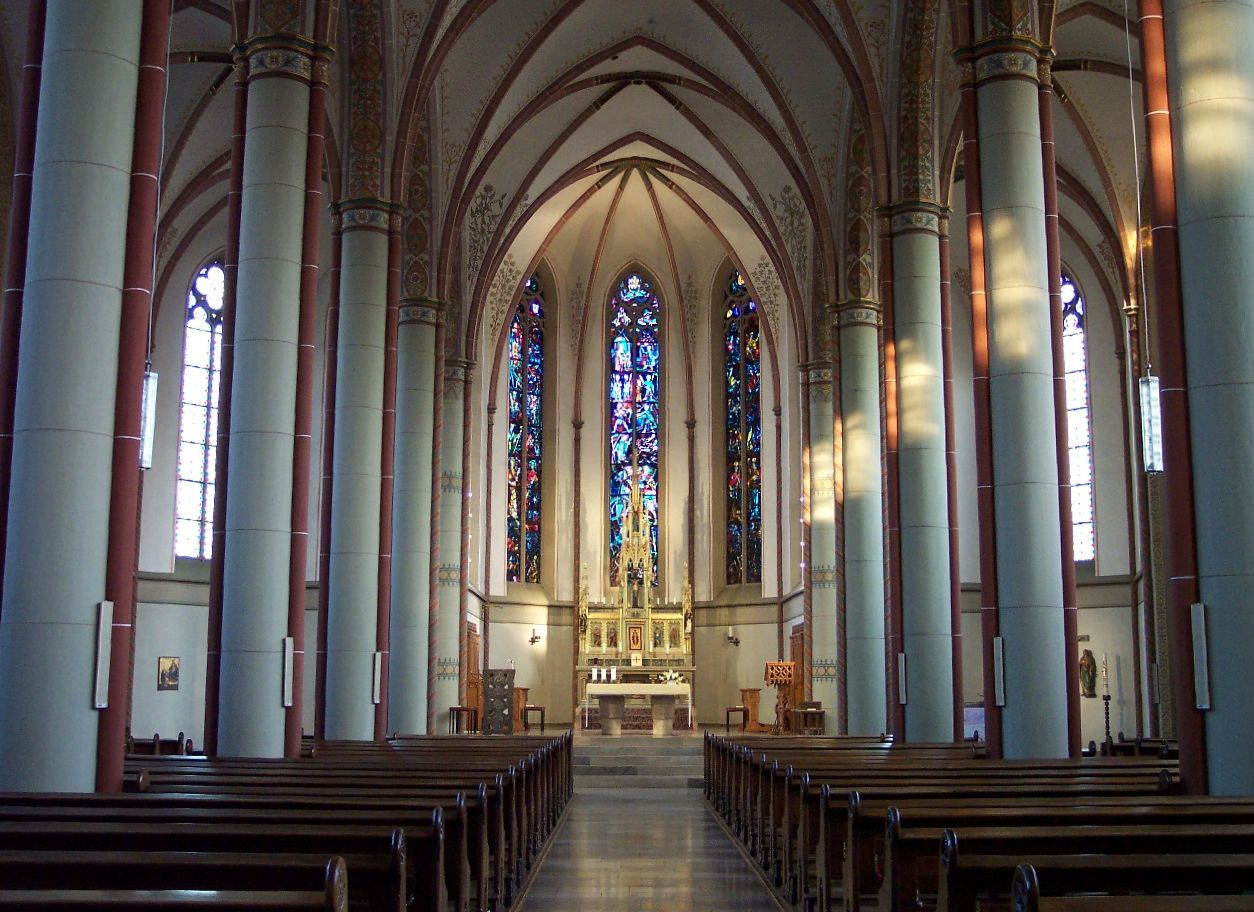
Interno della chiesa di San Maurizio
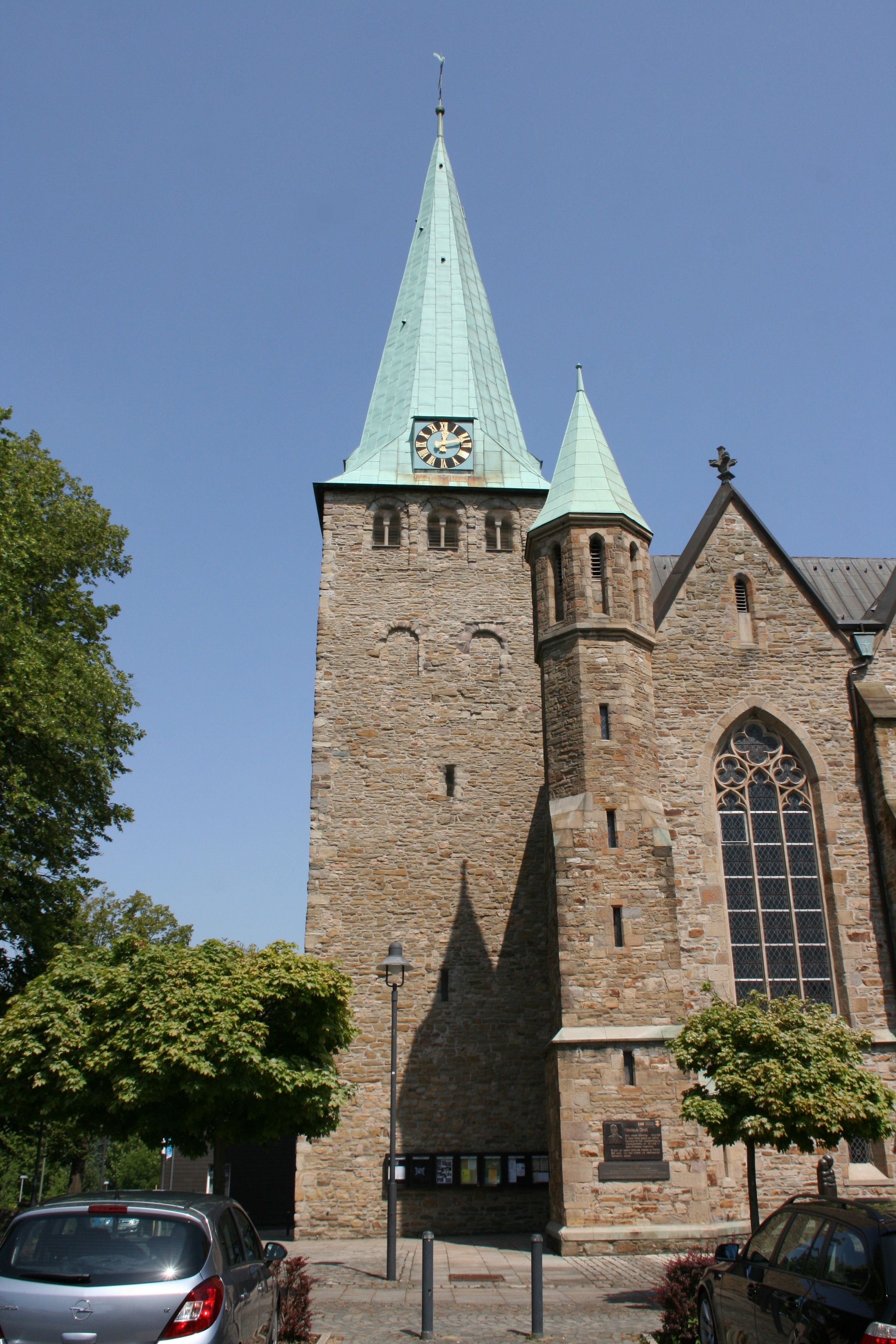
Torre della chiesa